# ヨーヨー・デスピン
ヨーヨー・デスピン（英語: yo-yo de-spin）とは、宇宙機で用いられる回転を減らす手法。装置はヨーヨー・デスピナーという。

## 概要
宇宙機の姿勢制御の一種として回転する事で姿勢を維持するスピン安定方式がある。たとえば打ち上げロケットの上段は毎分50回転程度で回転しているが、この回転速度は3軸安定方式で姿勢維持を行う宇宙機にとっては姿勢制御能力を遙かに超えているため、分離前に回転数を減じる必要がある。手法としてはガスジェットを噴射して回転数を減らす方法もあるが、構造が複雑になる欠点がある。ヨーヨー・デスピンは角運動量保存の法則を応用して回転数を下げるもので、長い紐の先に取り付けた質量の低い錘を遠心力によって展開するという簡素な仕組みのものである。
通常は回転軸を中心として対向する2組の錘が使用されるが、衛星の軌道投入の最終段階においてキックモーターが残存推力で衛星に衝突するのを避けるため、推力軸をずらす目的で片側のみに錘を付けて使用される場合もある。太陽帆であるIKAROSの膜面も遠心力を利用して展開された。

## 特徴
- ガスジェット等の姿勢制御装置と比較した場合、複雑な可動部品が少ないため、機構が単純で信頼性が高い。
- 錘の重さ、大きさがあるので比較的小型の宇宙機に適する[1]。
- 通常は一度使用したら切り離すので1度しか使用できない。
- 効果は紐の長さの二乗に比例する。
- 軌道にもよるが、切り離された錘はスペースデブリになる可能性がある。
- 予め設定された錘の重さ、紐の長さで減速後の回転数が決まるので変更や調整が困難[注 1]。